# ZA/UM

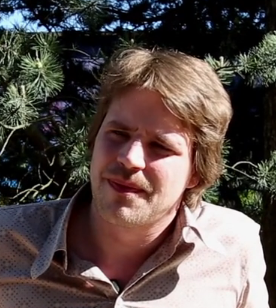
Robert Kurvitz, fondateur de ZA/UM

ZA/UM est un studio de jeux vidéo fondé en 2016 par le romancier estonien Robert Kurvitz (en), qui y a officié en tant que concepteur et scénariste principal du jeu vidéo Disco Elysium,.

## Conception de l'univers deDisco Elysium
Robert Kurvitz était le chanteur, depuis 2001, d'un groupe de rock appelé Ultramelanhool, qui a imaginé, lors d'une soirée arrosée, en 2005 à Tallinn, un monde fictif, croisement entre le steampunk et la révolution française, en écoutant "Adagio for Strings" de Tiësto.
Guidé par l'intuition de tenir un concept intéressant, le groupe a embauché des artistes et des musiciens, dont le peintre Aleksander Rostov, afin de développer l'ébauche d'univers en jeu de rôle.
Durant cette période Kurvitz rencontre l'auteur estonien Kaur Kender (en), qui l'aide à écrire un premier roman prenant place dans cet univers : Sacred and Terrible Air, publié en 2013, mais vendu à seulement un millier d'exemplaires.

## Création du studio ZA/UM
Kender suggère à Kurvitz de ne pas poursuivre le développement de cet univers dans le format roman mais de l'adapter en jeu vidéo. Après réflexion, Kurvitz fonde le studio de développement ZA/UM en référence au langage Zaum imaginé par des poètes russes au début des années 1900.
Le travail sur le jeu démarre en 2016 à l'intérieur d'une ancienne galerie d'art à Tallinn. Aleksander Rostov est nommé directeur artistique du studio. Kurvitz travaille sur le scénario et cherche des investisseurs et des partenaires. Alors qu'il se trouve à Birmingham, pour rencontrer le groupe Sea Power, dont il veut utiliser la musique pour le jeu, Kurvitz estime que l'Angleterre est une meilleure localisation pour le studio avec plus de ressources pour le développement et le doublage du jeu.
Une partie de l'équipe est alors relocalisée d'Estonie en Angleterre. La plus grande partie de l'équipe se trouve alors au Royaume-Uni, suivi par ordre décroissant de la Pologne, l'Estonie, la Roumanie et la Chine,. Finalement, une centaine de personnes ont contribué au jeu.
Le principal investisseur du jeu est Margus Linnamäe (et), propriétaire du groupe Postimees,. Kaur Kender revend une Ferrari ayant appartenu à Dolph Lundgren et devient actionnaire minoritaire du studio avec cet argent.

## Sortie et consécration deDisco Elysium
Le jeu sort en octobre 2019 et reçoit de bonnes critiques de la presse spécialisée ainsi que des nominations et des prix,,.

## Révélations de conflit interne en 2022
En octobre 2022, Martin Luiga, membre de l'association culturelle ZA/UM, annonce le « départ involontaire » d'une partie de l'équipe d'origine, plus précisément Robert Kurvitz, la scénariste Helen Hindpere et Aleksander Rostov ne ferait plus partie du studio depuis fin 2021,,.
Un rapport de justice estonien indique une audition judiciaire prévue le 28 novembre 2022 à la demande de Robert Kurvitz contre ZA/UM,.
Le 9 novembre 2022, Kurvitz et Rostov co-signent un communiqué, où ils décrivent la situation délicate, qui a suivi le rachat des parts de Margus Linnamäe par une société estonienne Tütreke, dirigée par Ilmar Kompus et Tõnis Haavel. Kurvitz et Rostov - actionnaires minoritaires - disent s'être retrouvés exclus des opérations et des informations et licenciés après avoir demandé l'accès à des données financières ; tous les deux indiquent examiner les procédures judiciaires possibles au Royaume-Uni et en Estonie.
Ilmar Kompus - parlant au nom de ZA/UM - a réagi en confirmant au journal ukrainien Expres s'être séparé de « collaborateurs seniors » sans préciser de noms, pour les motifs de « discrimination sexiste, ambiance toxique de travail et agressions verbales »,.
Le 29 mai 2023 est publié un documentaire sur le conflit entre les personnes licenciées et l'entreprise par la chaîne YouTube People Make Games. Documentaire jugé partiellement à charge par un article paru dans Jacobin le 6 septembre 2023, pour qui le sujet est l'appropriation immorale de l'entreprise par Ilmar Kompus et son associé Tõnis Haavel, ce dernier reconnu coupable de fraude dans une affaire similaire. Ilmar Kompus aurait réalisé une importante plus-value avec une opération frauduleuse, ce qui lui aurait permis de devenir actionnaire majoritaire de ZA/UM.